# دو یار زیرک و از باده کهن دو منی
غزلی با مطلعِ «دو یار زیرک و از باده کهن دو منی» غزل شمارهٔ ۴۷۷ از دیوانِ حافظ در تصحیحِ محمد قزوینی و قاسم غنی است.